# Rahayu (Padureso)
Rahayu is een bestuurslaag in het regentschap Kebumen van de provincie Midden-Java, Indonesië. Rahayu telt 1356 inwoners (volkstelling 2010).